# 24 ur Le Mansa 1961
24 ur Le Mansa 1961 je bila devetindvajseta vzdržljivostna dirka 24 ur Le Mansa. Potekala je 10. in 11. junija 1961.

## Rezultati

### Uvrščeni
| Poz | Razred | Št | Moštvo                                                   | Dirkači                                  | Šasija                    | Motor                   | Krogi |
| --- | ------ | -- | -------------------------------------------------------- | ---------------------------------------- | ------------------------- | ----------------------- | ----- |
| 1   | S 3.0  | 10 | Scuderia Ferrari                                         | Olivier Gendebien Phil Hill              | Ferrari 250 TRI/61        | Ferrari 3.0L V12        | 333   |
| 2   | S 3.0  | 11 | Scuderia Ferrari                                         | Willy Mairesse Mike Parkes               | Ferrari 250 TRI/61        | Ferrari 3.0L V12        | 330   |
| 3   | GT 3.0 | 14 | Pierre Noblet                                            | Pierre Noblet Jean Guichet               | Ferrari 250GT SWB         | Ferrari 3.0L V12        | 317   |
| 4   | S 3.0  | 7  | Briggs Cunningham                                        | Augie Pabst Richard Thompson             | Maserati Tipo 63          | Maserati 3.0L V12       | 311   |
| 5   | S 2.0  | 33 | Porsche System Engineering                               | Masten Gregory Bob Holbert               | Porsche 718/4 RS Spyder   | Porsche 2.0L Flat-4     | 309   |
| 6   | GT 3.0 | 20 | North American Racing Team (NART) Equipe Nationale Belge | Bob Grossman André Pilette               | Ferrari 250 GT SWB        | Ferrari 3.0L V12        | 309   |
| 7   | S 2.0  | 32 | Porsche System Engineering                               | Edgar Barth Hans Herrmann                | Porsche 718/4 RS Coupe    | Porsche 1.6L Flat-4     | 306   |
| 8   | S 2.0  | 24 | Briggs Cunningham                                        | Briggs Cunningham William Kimberley      | Maserati Tipo 60          | Maserati 2.0L I4        | 303   |
| 9   | S 2.0  | 26 | Standard Triumph                                         | Peter Bolton Keith Ballisat              | Triumph TR4S              | Triumph 2.0L I4         | 284   |
| 10  | S 1.6  | 36 | Porsche System Engineering                               | Herbert Linge Ben Pon                    | Porsche 356B Abarth GTL   | Porsche 1.6L Flat-4     | 284   |
| 11  | S 2.0  | 27 | Standard Triumph                                         | Les Leston Rob Slotemaker                | Triumph TR4S              | Triumph 2.0L I4         | 279   |
| 12  | GT 1.3 | 38 | Lotus Engineering                                        | William E.J. Allen Trevor Taylor         | Lotus Elite Mk14          | Coventry Climax 1.2L I4 | 268   |
| 13  | GT 1.3 | 40 | Ecurie Edger                                             | Bernard Kosselek Pierre Messenez         | Lotus Elite Mk14          | Coventry Climax 1.2L I4 | 267   |
| 14  | S 850  | 60 | Abarth & Cie                                             | Denis Hulme Angus Hyslop                 | Fiat-Abarth 850S          | Fiat 0.8L I4            | 263   |
| 15  | S 2.0  | 25 | Standard Triumph                                         | Marcel Becquart Michael Rotschild        | Triumph TR4S              | Triumph 2.0L I4         | 262   |
| 16  | GT 1.6 | 34 | Sunbeam Talbot                                           | Peter Harper Peter Procter               | Sunbeam Alpine Harrington | Sunbeam 1.6L I4         | 261   |
| 17  | GT 2.0 | 28 | Equipe Chardonnet                                        | Jean-Claude Magne Georges Alexandrovitch | AC Ace                    | Bristol 2.0L I6         | 261   |
| 18  | S 850  | 53 | Automobiles Deutsch et Bonnet                            | Gérard Laureau Robert Bouharde           | DB HBR 4                  | Panhard 0.7L Flat-2     | 257   |
| 19  | S 850  | 45 | Automobiles Deutsch et Bonnet                            | André Moynet Jean-Claude Vidilles        | DB HBR 5 Coupe            | Panhard 0.8L Flat-2     | 243   |
| 20  | S 850  | 48 | Automobiles Deutsch et Bonnet                            | André Guilhaudin Jean-François Jaeger    | DB HBR 5                  | Panhard 0.8L Flat-2     | 243   |
| 21  | S 850  | 47 | Automobiles Deutsch et Bonnet                            | Edgar Rollin René Bartholoni             | DB HBR 5                  | Panhard 0.8L Flat-2     | 239   |
| 22  | S 850  | 52 | Automobiles Deutsch et Bonnet                            | Jean-Claude Caillaud Robert Mougin       | DB HBR 5                  | Panhard 0.8L Flat-2     | 237   |

### Odstopi
| Poz | Razred | Št | Moštvo                                               | Dirkači                               | Šasija                       | Motor                   | Krogi |
| --- | ------ | -- | ---------------------------------------------------- | ------------------------------------- | ---------------------------- | ----------------------- | ----- |
| 23  | GT 4.0 | 1  | Jean Kerguen                                         | Jean Kerguen Jacques Dewes            | Aston Martin DB4 GT Zagato   | Aston Martin 3.7L I6    | 286   |
| 24  | S 850  | 55 | Abarth & Cie                                         | Paul Condriller Carl Foitek           | Fiat-Abarth 700S             | Fiat 0.7L I4            | 255   |
| 25  | S 3.0  | 17 | North American Racing Team (NART)                    | Pedro Rodríguez Ricardo Rodríguez     | Ferrari 250 TRI/61           | Ferrari 3.0L V12        | 305   |
| 26  | S 2.0  | 30 | Porsche System Engineering                           | Jo Bonnier Dan Gurney                 | Porsche 718/4 RS Coupe       | Porsche 1.7L Flat-4     | 262   |
| 27  | S 1.6  | 37 | Auguste Veuillet                                     | Pierre Monneret Robert Buchet         | Porsche 356B Abarth GTL      | Porsche 1.6L Flat-4     | 261   |
| 28  | GT 3.0 | 21 | Ecurie Chiltern                                      | John Bekaert Richard Stoop            | Austin-Healey 3000           | BMC 2.9L I6             | 254   |
| 29  | S 850  | 54 | Roger Masson                                         | Roger Masson Paul Armagnac            | DB HBR 4                     | Panhard 0.7L Flat-2     | 208   |
| 30  | GT 1.3 | 39 | Lotus Engineering                                    | John Wyllie David Buxton              | Lotus Elite Mk14             | Coventry Climax 1.2L I4 | 193   |
| 31  | S 3.0  | 4  | Essex Racing Stable                                  | Roy Salvadori Tony Maggs              | Aston Martin DBR1/300        | Aston Martin 3.0L I6    | 243   |
| 32  | S 2.5  | 23 | Scuderia Ferrari                                     | Wolfgang von Trips Richie Ginther     | Ferrari Dino 246SP           | Ferrari 2.4L V6         | 231   |
| 33  | S 3.0  | 12 | Scuderia Ferrari                                     | Fernand Tavano Giancarlo Baghetti     | Ferrari 250 GT/TR SWB        | Ferrari 3.0L V12        | 163   |
| 34  | GT 3.0 | 16 | Scuderia Serenissima                                 | Maurice Trintignant Carlo Maria Abate | Ferrari 250 GT SWB           | Ferrari 3.0L V12        | 162   |
| 35  | S 1.0  | 43 | North American Racing Team (NART)                    | David Cunningham Ed Hugus             | O.S.C.A. Sport 1000          | O.S.C.A. 1.0L I4        | 125   |
| 36  | S 850  | 56 | Abarth & Cie                                         | Giorgio Bassi Giancarlo Rigamonti     | Fiat-Abarth 700S             | Fiat 0.7L I4            | 111   |
| 37  | GT 1.3 | 35 | Sunbeam Talbot                                       | Peter Jopp Paddy Hopkirk              | Sunbeam Alpine               | Sunbeam 1.6L I4         | 130   |
| 38  | S 850  | 8  | Scuderia Serenissima                                 | Piero Frescobaldi Raffaele Cammarota  | Fiat-Abarth 700S             | Fiat 0.7L I4            | 124   |
| 39  | S 3.0  | 5  | Border Reivers                                       | Jim Clark Ron Flockhart               | Aston Martin DBR1/300        | Aston Martin 3.0L I6    | 132   |
| 40  | GT 2.0 | 29 | Ecurie Lausannoise                                   | André Wicky Edgar Berney              | AC Ace                       | Bristol 2.0L I6         | 115   |
| 41  | S 850  | 51 | UDT / Laystall Racing Team                           | Cliff Allison Mike McKee              | Lotus Elise Mk14             | Coventry Climax 0.7L I4 | 102   |
| 42  | GT 3.0 | 18 | North American Racing Team R.R.C. Walker Racing Team | Stirling Moss Graham Hill             | Ferrari 250GT SWB            | Ferrari 3.0L V12        | 121   |
| 43  | GT 1.3 | 41 | Ecurie Los Amigos                                    | Jean-François Malle Robin Carnegie    | Lotus Elite Mk14             | Coventry Climax 1.2L I4 | 86    |
| 44  | S 850  | 50 | Automobiles O.S.C.A.                                 | Jean Laroche Colin Davis              | O.S.C.A. Sport 750           | O.S.C.A. 0.7L I4        | 85    |
| 45  | S 1.0  | 42 | Donald Healey Motor Company                          | John K. Colgate Jr. Paul Hawkins      | Austin-Healey Sprite Sebring | BMC 1.0L I4             | 64    |
| 46  | GT 3.0 | 19 | North American Racing Team (NART)                    | George Arents George Reed             | Ferrari 250 GT SWB           | Ferrari 3.0L V12        | 76    |
| 47  | GT 3.0 | 15 | Ecurie Francorchamps                                 | Lucien Bianchi Georges Berger         | Ferrari 250 GT SWB           | Ferrari 3.0L V12        | 60    |
| 48  | S 3.0  | 9  | Scuderia Serenissima                                 | Ludovico Scarfiotti Nino Vaccarella   | Maserati Tipo 63             | Maserati 3.0L V12       | 53    |
| 49  | S 1.0  | 46 | Ecurie Ecosse                                        | Ninian Sanderson Alan McKay           | Austin-Healey Sprite Sebring | BMC 1.0L I4             | 40    |
| 50  | S 3.0  | 6  | Briggs Cunningham                                    | Walt Hansgen Bruce McLaren            | Maserati Tipo 63             | Maserati 3.0L V12       | 31    |
| 51  | S 2.5  | 22 | Ecurie Ecosse                                        | Tom Dickson Bruce Halford             | Cooper T57 Monaco Mk.II      | Coventry Climax 3.0L I4 | 32    |
| 52  | GT 4.0 | 3  | Essex Racing Stable                                  | Lex Davison Bib Stillwell             | Aston Martin DB4 GT Zagato   | Aston Martin 3.7L I6    | 25    |
| 53  | GT 4.0 | 2  | Essex Racing Stable                                  | Jack Fairman Bernard Consten          | Aston Martin DB4 GT Zagato   | Aston Martin 3.7L I6    | 22    |
| 54  | S 2.0  | 58 | Ted Lund                                             | Ted Lund Bob Olthoff                  | MG A Coupe                   | MG 1.8L I4              | 14    |
| 55  | S 850  | 49 | Abarth & Cie                                         | Teodoro Zeccoli Jean Vinatier         | Fiat-Abarth 700S Spyder      | Fiat 0.7L I4            | 15    |

### Statistika
- Najhitrejši krog - #17 North American Racing Team (NART) - 3:59.09
- Razdalja - 4476.58km
- Povprečna hitrost - 186.527km/h

### Dobitniki nagrad
- Index of Performance - #53 Autombiles Deutsch et Bonnet
- Index of Thermal Efficiency - #34 Sunbeam Talbot